# Dr. Smrt (televizijska serija)
Dr. Smrt (eng. Dr. Death) američka je antologijska televizijska serija koju je stvorio Patrick Macmanus. Serija je temeljena na istoimenom podcastu 2018. godine, fokusirajući se na Christophera Duntscha, neurokirurga koji je postao zloglasan po tome što je trajno osakatio svoje pacijente, ubivši dvoje od njih.
Premijerno je prikazana na Peacocku 15. srpnja 2021., dok u Hrvatskoj se prikazuje od 16. veljače 2023. na Foxu.
U srpnju 2022. serija je obnovljena za drugu sezonu, koja je prikazana 21. prosinca 2023.

## Radnja

### Prva sezona
Prva sezona govori o Christopheru Duntschu, mladom i briljantnom neurokirurgu koji djeluje u Dallasu, koji privlači sumnju u svoje operacije koje sve više uzrokuju trajnu štetu ili smrt svojim pacijentima, čak i za rutinske operacije.

### Druga sezona
Druga sezona govori o Paolu Macchiariniju, vizionarskom kirurgu, kojeg glumi Édgar Ramírez.

## Pregled serije
Premijerno je prikazana na Peacocku 15. srpnja 2021., dok u Hrvatskoj od 16. veljače do 6. ožujka 2023. na Foxu.
U srpnju 2022. serija je obnovljena za drugu sezonu, koja je prikazana 21. prosinca 2023, a u Hrvatskoj od 5. veljače do 25. ožujka 2024.
| Sezona | Epizoda | SAD emitiranje     | SAD emitiranje     | Hrvatsko emitiranje | Hrvatsko emitiranje |
| Sezona | Epizoda | Premijera          | Finale             | Premijera           | Finale              |
| ------ | ------- | ------------------ | ------------------ | ------------------- | ------------------- |
| 1.     | 8       | 15. srpnja 2021.   | 15. srpnja 2021.   | 16. siječnja 2023.  | 6. ožujka 2023.     |
| 2.     | 8       | 21. prosinca 2023. | 21. prosinca 2023. | 5. veljače 2024.    | 25. ožujka 2024.    |

## Glumačka postava

### Sezona 1

#### Glavni
- Joshua Jackson kao Christopher Duntsch
- Grace Gummer kao Kim Morgan
- Christian Slater kao Randall Kirby
- Alec Baldwin kao Robert Henderson
- AnnaSophia Robb kao Michelle Shughart

#### Sporedni
- Fred Lehne kao Don Duntsch
- Hubert Point-Du Jour kao Josh Baker
- Maryann Plunkett kao Madeline Beyer
- Grainger Hines kao Earl Burke
- Kelsey Grammer kao Dr. Geoffrey Skadden
- Dominic Burgess kao Jerry Summers
- Molly Griggs kao Wendy Young
- Laila Robins kao Amy Piel
- Dashiell Eaves kao Stan Novak
- Jennifer Kim kao Stephanie Wu
- Kelly Kirklyn kao Dorothy Burke
- Marceline Hugot kao Rose Keller

#### Gosti
- Carrie Preston kao Robbie McClung

### Glavni
- Édgar Ramírez kao Paolo Macchiarini
- Mandy Moore kao Benita Alexander
- Ashley Madekwe kao Dr. Ana Lasbrey
- Gustaf Hammarsten kao Dr. Anders Svensson
- Luke Kirby kao Dr. Nathan Gamelli

#### Sporedni
- Judy Reyes kao Kim Verdi
- Annika Boras kao Marja
- Rita Volk kao Yulia Tuulik
- Greg Hildreth kao Luke
- Celestina Harris kao Lizzi
- Jack Davenport kao Nils Headley
- Femi Olagoke kao Andemariam Beyene

## Produkcija
NBCUniversal je 3. listopada 2018. objavila da će Patrick Macmanus prilagoditi podcast "Dr. Death" u miniseriju i producirati je s Toddom Blackom, Jasonom Blumenthalom i Steveom Tischom izvršnim producentima putem studia Escape Artists, kao i Hernana Lopeza i Marshalla Lewyja. Dana 17. rujna 2019. NBCUniversal objavio je da će serija biti distribuirana na njihovoj streaming usluzi Peacock. U siječnju 2020. objavljeno je da će Stephen Frears režirati prve dvije epizode. U rujnu 2020. godine Frearsa je zamijenila Maggie Kiley. Peacock je 14. srpnja 2022. obnovio seriju za drugu sezonu s Ashley Michel Hoban promoviranom iz producenta u izvršnog producenta i novog showrunnera. Druga sezona bit će usredotočena na Paola Macchiarinija. Dana 18. listopada 2022. objavljeno je da će Jennifer Morrison režirati prve četiri, a Laura Belsey će režirati epizode preostale četiri druge sezone.

## Distribucija
Dana 17. svibnja 2021., uz objavljivanje službenog trailera, objavljeno je da bi premijera serije trebala biti na ljeto 2021. godine. Serija je premijerno prikazana 15. srpnja 2021. s izdanjem od osam epizoda.
U Kanadi je emisija prikazana na Showcaseu 12. rujna 2021., dok u SAD-u 5. listopada 2022. na USA Network-u. U Hrvatskoj je prikazana od 16. veljače 2023. na FOX-u.

## Vanjske poveznice
- Službena stranica na peacock.com (engl.)
- Službena stranica na foxtv.hr (hrv.)
- Dr. Death u internetskoj bazi filmova IMDb-a (engl.)